# Felix Blohberger
Felix Blohberger est un joueur d'échecs autrichien né le 20 août 2002 à Vienne, grand maître international depuis 2021 et champion d'Autriche en 2022.
Au 1er novembre 2023, il est le 5e joueur autrichien avec un classement Elo de 2 513 points.

## Biographie et carrière
En juin 2021, Felix Blohberger remporte les championnats d'Autriche d'échecs rapides et de blitz 2021, puis termine premier ex æquo avec Marcin Krzyżanowski de l'open du Festival d'échecs de Prague. Il est classé deuxième au départage (nombre de parties disputées avec les pièces noires),.
En juillet 2021, il finit  premier ex æquo (deuxième au départage) avec Štěpán Žilka du tournoi fermé de Vienne.
Grâce à ces succès, Felix Blohberger reçoit le titre de grand maître international au 92e congrès de la Fédération internationale des échecs le 12 novembre 2021.
Il remporte le championnat d'Autriche d'échecs en août 2022, grâce à un meilleur départage. 
Il représente l'Autriche au troisième échiquier lors de l'Olympiade d'échecs de 2022 (l'Autriche finit à la 23e place de la compétition).
Il participe à trois reprises au Championnat d'Europe d'échecs des nations : en 2019 et 2021 au troisième échiquier et en 2023 au quatrième échiquier (4,5 points sur 7, meilleure performance Elo et meilleur pourcentage de l'équipe d'Autriche).
Felix Blohberger s'est qualifié pour la Coupe du monde d'échecs 2023 à Bakou où il fut battu au premier tour le Grec Dimítrios Mastrovasílis lors des parties de départages rapides (1-1 après les parties classiques).